# Meltemi

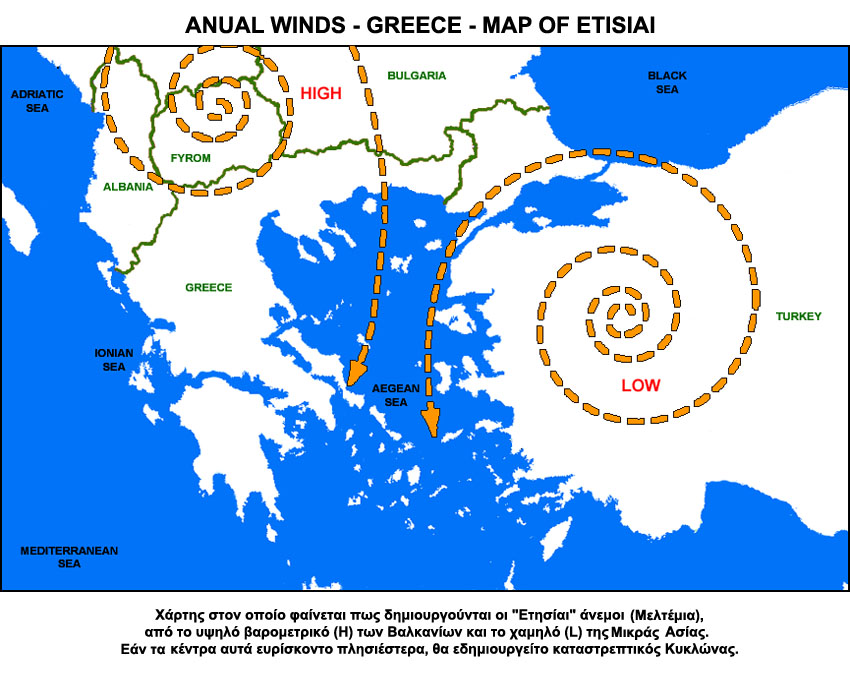
Schema di come si formano i venti etesii

Il meltemi (greco: μελτέμι o ετήσιας, turco: meltem) è un vento secco e tiepido che soffia nell'area del mar Egeo, particolarmente in estate.
Ha origine grazie all'incontro tra l'alta pressione estiva del Mediterraneo occidentale e quella bassa tipica del Mediterraneo orientale. Soffia infatti normalmente da giugno a settembre.
La denominazione turca meltemi è usata su entrambe le sponde dell'Egeo, Grecia e Turchia, ma è utilizzato anche il nome greco «ἐτησίαι (ἄνεμοι)» che in greco significa «(venti) annuali» e corrisponde all'italiano etesii (sing. etesio), a sua volta derivato dal latino etesiae -arum.
L'intensità è in generale abbastanza bassa, ma non è tuttavia raro che si creino problemi con burrasche in mare (mare 8 o 9). La provenienza è invece da nord o nord-est nell'Egeo centrale, mentre nel Dodecaneso (in prossimità della costa turca) spira da nord-ovest ed è generalmente meno forte.

## Origini mitiche
Secondo il mito il meltemi si è originato in seguito all'assassinio di Icario. Gli assassini si erano rifugiati nell'isola di Ceo, nella quale si sviluppò un'aspra canicola durante i giorni di Sirio, stella della costellazione del Cane Maggiore che raffigura Maira, il cane di Icario. Interpellato, l'oracolo di Apollo comunicò che per allontanare l'eccessiva e devastante siccità dovevano essere puniti gli assassini di Icario. Una volta uccisi iniziò a soffiare il fresco meltemi.